# Félix Émile Verneuil
Félix Émile Verneuil (ur. 6 października 1823 w Rotterdamie, zm. ?) – francuski urzędnik konsularny.
Pełnił szereg funkcji we francuskiej służbie zagranicznej, m.in. sekretarza w Rotterdamie (1848-), w Anvers (1850-), w Weimarze (1861-), w Brukseli (1862-), konsula w Gdańsku (1872-).